# Autobahnkreuz Reinickendorf
Das Kreuz Reinickendorf ist ein ehemaliges Autobahnkreuz im Berliner Bezirk Reinickendorf, das zu einer Anschlussstelle der A 111 umgewidmet wurde. Die ehemalige A 105, die hier die A 111 kreuzt, verlief in östlicher Richtung zum Kurt-Schumacher-Platz. Eine Verlängerung zur A 103 nach Steglitz war seit 1965 geplant, wurde jedoch wieder aufgegeben. Gemeinsam mit der A 103 sollte die A 105 die Berliner Westtangente bilden. Weiter östlich vom Kreuz in Wedding sollte die A 105 die A 100 kreuzen und in Moabit auf die A 103 stoßen.
Im Zuge der Umstrukturierungen während der Einführung der Lkw-Maut 2005 wurden die A 105 zu einer Zufahrt der A 111 und das Kreuz Reinickendorf zur Anschlussstelle Kurt-Schumacher-Damm zurückgestuft.
Unmittelbar westlich des damaligen Kreuzes befindet sich der ehemalige Flughafen Tegel.
| Von                      | Nach                     | Durchschnittliche tägliche Verkehrsstärke |
| ------------------------ | ------------------------ | ----------------------------------------- |
| AS Seidelstraße          | AS Kurt-Schumacher-Platz | 79.000                                    |
| AS Kurt-Schumacher-Platz | AS Eichborndamm          | 17.800                                    |
| AS Eichborndamm          | AS Kurt-Schumacher-Damm  | 85.600                                    |